# Harscheid
Harscheid é um município da Alemanha localizado no distrito de Ahrweiler, no estado da Renânia-Palatinado. É membro da associação municipal de Verbandsgemeinde Adenau.